# Pedro Ibáñez Rivas
Pedro Ibáñez fue un futbolista peruano. Jugaba de delantero y la mayor parte de su carrera la hizo en Sport Boys de la Primera División del Perú.

## Trayectoria
Tras jugar en Unión Buenos Aires y Alianza Frigorífico Nacional, llegó a Sport Boys en 1936. Con este club fue campeón del torneo de Primera División de 1937 donde jugó como interior derecho.
En 1942, también con Sport Boys, logró un nuevo campeonato en el torneo de ese año. Se retiró en 1943.

## Selección nacional
Fue internacional con la Selección de fútbol del Perú en 6 partidos anotando 3 goles.
Integró la Selección de fútbol de Perú que asistió a los Juegos Olímpicos de Berlín 1936. En 1938 fue parte del equipo peruano que logró la medalla de oro de los Juegos Bolivarianos de Bogotá.
Fue campeón del Campeonato Sudamericano 1939 donde jugó en 2 partidos.

### Participaciones en Copa América
| Copa América                 | Sede | Resultado |
| ---------------------------- | ---- | --------- |
| Campeonato Sudamericano 1937 | Perú | Sexto     |
| Campeonato Sudamericano 1939 | Perú | Campeón   |

## Clubes
| Club                         | País | Año         |
| ---------------------------- | ---- | ----------- |
| Unión Buenos Aires           | Perú | 1931 - 1932 |
| Alianza Frigorífico Nacional | Perú | 1933 - 1935 |
| Sport Boys                   | Perú | 1936 - 1943 |

## Palmarés

### Títulos nacionales
| Título           | Club       | País | Año  |
| ---------------- | ---------- | ---- | ---- |
| Primera División | Sport Boys | Perú | 1937 |
| Primera División | Sport Boys | Perú | 1942 |